# Feodossija Prokofjewna Morosowa

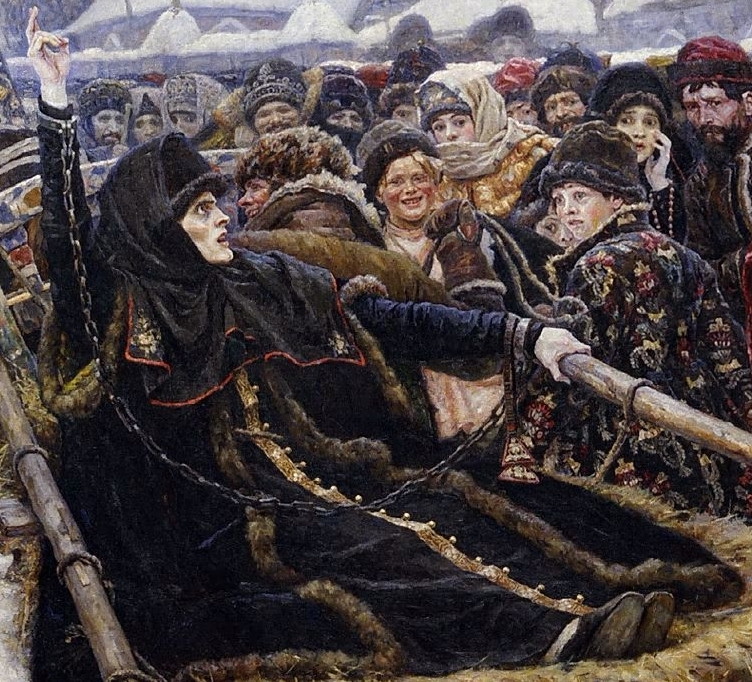
Ausschnitt aus dem Gemälde Bojarynja Morosowa („Die Bojarin Morosowa“) von Wassili Surikow.

Feodossija Prokofjewna Morosowa (russisch Феодосия Прокофьевна Морозова, wiss. Transliteration Feodosija Prokof'evna Morozova; * 1632 in Moskau; † 2. Novemberjul. / 12. November 1675greg. in Borowsk) war eine russische Bojarin und Unterstützerin Awwakums. Sie war gemeinsam mit ihrer Schwester, der Fürstin Urussowa (Урусова), ab 1674 im Pafnuti-Kloster im Borowsker Ostrog inhaftiert, wo beide durch Nahrungsentzug verhungerten. Sie wird von einigen Altgläubigen als Märtyrerin verehrt.

## Bojarynja Morosowa
Ein Gemälde Wassili Surikows in der Moskauer Tretjakow-Galerie zeigt ihre Abführung nach ihrer Verhaftung 1671. Ihren ungebrochenen Geist symbolisiert die Bekreuzigung mit zwei – d. h. nicht mit drei – Fingern nach Art der Altgläubigen. Die Bekreuzigung mit zwei Fingern war im Rahmen der Kirchenreformen Nikons abgeschafft worden.